# Carmina Burana
Carmina Burana (latin, »sange fra Beuren«, udtales »kar'mina bu'rana«) er den største samling af middelalderlig verdslig lyrik.
Samlingen er opkaldt efter klosteret i Benediktbeuren i Bayern, hvor den blev  fundet i 1803.
Den består af ca. 320 sange, som blev samlet i 1200-tallet i Kärnten eller Tyrol.
De er eksempler på middelalderlatinsk og i mindre grad middelhøjtysk og provençalsk digtning fra 1000- til 1200-tallet.
Der er flest kærlighedsviser, færre med moral- og samfundsatiriske tekster og drikke- og legeviser.
Lige så varieret er den kunstneriske kvalitet, som skifter mellem strenge antikke heksametere, gennemført lyriske kunstværker og ubehjælpsomme folkelige rimerier.
Sangteksterne og nogle få melodier er bevaret.
Carmina Burana er blevet berømt gennem Carl Orff, som satte musik til et udvalg af teksterne.
Det lykkedes ham at genskabe originalsamlingens skiftende stemninger.
Selv om Orffs enkle og alligevel mægtige musik vækker stærke associationer til middelalderen, var det ikke hans mål at rekonstruere melodierne.
Han skabte i stedet en dramatisk helhed af kor, solosang og instrumentale.
Værket, som fik undertitlen Cantiones profanae cantoribus et choris cantandae comitantibus instrumentis atque imaginibus magicis (»verdslige sange for sangere og kor med instrumentalakkompagnement og med tryllebilleder«), blev uropført i 1937.
Orff regnede det for sit vigtigste værk.
Følgende sange er med:
- »Fortuna imperatrix mundi« (»Fortuna, verdens herskerinde«)
  - »O Fortuna« (»Oh, Fortuna!«, latinsk tekst): kor
  - »Fortune plango vulnera« (»Sårene som Fortuna slog«, latin): kor I.

- I: Primo vere (»Tidligt om foråret«)
  - »Veris leta facies« (»Vårens glade ansigt«, latin): lille kor
  - »Omnia sol temperat« (»Solen stemmer alle blidt«, latin): baryton-solo
  - »Ecce gratum« (»Se! Den milde«, latin): kor
- »Uf dem anger« (»På engen«)
  - »Tanz« (»Dans«): orkester
  - »Floret silva« (»Skoven blomstrer«, latin og middelhøjtysk): kor
  - »Chramer, gip die varwe mir« (»Kræmmer, giv mig farven«, middelhøjtysk): solo og kor
  - »Reie« (»Ringdans«): orkester
  - »Were diu werlt alle min« (»Havde verden været min alene«, middelhøjtysk): kor
- II: In taberna (»På kroen«)
  - »Estuans interius« (»Glødende i mig«, latin): baryton-solo
  - »Olim lacus colueram« (»Jeg svømmede en gang på vandene« [den stegte svanes klagesang], latin): tenor-solo og mandskor
  - »Ego sum abbas« (»Jeg er abbeden«, latin): baryton-solo og mandskor
  - »In taberna quando sumus« (»Når vi sidder på kroen«, latin): mandskor
- III: Cour d'amour (»På frierfødder«)
  - »Amor volat undique« (»Amor flyver overalt«, latin): sopran-solo og drengekor
  - »Dies, nox et omnia« (»Dag, nat og alt«, latin og provençalsk): baryton-solo
  - »Stetit puella« (»Det stod en pige«, latin): sopran-solo
  - »Circa mea pectora« (»Rundt mit hjerte«, latin og middelhøytysk): baryton-solo og lille kor
  - »Si puer cum puellula« (»Hvis dreng med lille pige«, latin): tenor- og bas-solo
  - »Veni, veni, venias« (»Kom, kom, kom!«, latin): to kor
  - »In trutina« (»På vægten«, latin): sopran-solo
  - »Tempus est iocundum« (»Tiden er herlig«, latin): sopran- og baryton-soloer og drengekor
  - »Dulcissime« (»Du sødeste!«, latin): sopran-solo)
- »Blanziflor et Helena« (»Blancheflor og Helena«)
  - »Ave formosissima« (»Vær hilset, skønneste«, latin): kor

Grupperingen af sangene i tematiske blokke samt rammen af det virkningsfulde kor skaber en spændingsbue mellem livet, som det præges af to mægtige gudinder: Venus generosa, den sanselige kærlighedsgudinde og Fortuna imperatrix mundi, skæbnegudinden, som hersker over verden.